# 絶体絶命でんぢゃらすじーさん痛〜怒りのおしおきブルース〜
『絶体絶命でんぢゃらすじーさん痛〜怒りのおしおきブルース〜』（ぜったいぜつめいでんぢゃらすじーさんつー いかりのおしおきブルース）は、2004年7月16日に、キッズステーションから発売された、ゲームボーイアドバンス向けアクションゲームで漫画『絶体絶命でんぢゃらすじーさん』のゲーム化作品である。

## 概要
「痛（two,2）」と銘打たれているが、3作目に当たる作品である。
今作ではミニゲーム的な要素は少なく、町や森などに落ちている物を拾って投げつけるという技を使って、敵を倒してゆき、ボスキャラクターを倒した後に出てくる原稿や変身じーさんを手に入れていく。
特に特徴的なのは掴んで投げる動作であり、人であろうが投げ飛ばすことが可能で、ぶつかった人は悲鳴を上げて吹っ飛ばすことができる。ただし、ゲベなどは怒って反撃することもある。
曽山一寿や校長などのキャラクターが暴行を受けるシーンが多々あり、大抵は「しばらくお待ち下さい」の画面に切り替わり、台詞と効果音だけの状態になる。
今作で重要な漫画の原稿は手に入るたびに読むことが可能で、漫画の内容はオリジナルでかつ今作のダンジョンと共通している。漫画をすべて集めればクリアだが、『絶体絶命でんぢゃらすじーさん 〜史上最強の土下座〜』と同様に複数のエンディングが用意されている。

## あらすじ
―――これは、世の中を安全に生き抜く方法を教える、一人の老人の物語である。
じーさんがいつものように暇そうにしていると、作者の曽山一寿が大慌てで駆け込んできた。彼に連れられたじーさんと孫は、曽山の家が竜巻に当たった影響で滅茶苦茶になっていたことを知る。さらに面倒なことに、竜巻でじーさんたちの漫画の原稿が行方不明になってしまっていた。早く見つけないと連載が終わり、じーさんたちが消えてしまう。そこでじーさんと孫は、原稿を探す大冒険に出ることになったのだった。

## 登場人物
キャラクターの声などは最上嗣生、戸川絵美によるもの。
じーさん
このゲームの主人公。曽山に原稿を探してほしいと頼まれる。今作ではHPゲージがついており、敵が落とす食物を食べることで最大HPが上昇するようになる。さらに、途中で手に入るベントーヤの「弁当箱」と、1000人に一人しか食べられない「ハッスル弁当箱」を食べることにより、HPゲージが3段階伸びる。
孫
じーさんの孫。次の目的地などを教えたり、そのエリアの注意点を説明してくれる。
校長
孫の学校の校長。自分が一番えらくないと気がすまない。原作同様ろくな目に遭っておらず、ゲームの最後で原稿が全てそろったにも拘らず消えてしまった。「強くなる壺」を持っており、最終的には孫に奪われてしまう。
ゲベ
じーさんと孫のペット。校長王国の奥には、複数の個体がいる。校長王国以外のゲベを攻撃すると反撃を仕掛けてくる。
曽山一寿
このゲームの原作者で、今回の事件の原因者でもある（じーさん曰く、「いつもトラブルを持ってくる奴」）。孫からは「曽山さん」、じーさんからは「クソ作者」と呼ばれる。じーさんによって何度もひどい目にあわされる（例えば、ベントーヤの「弁当箱」を横取りされたり、松本しげのぶからもらったボルメテウスのカードを奪われたりなど）が、懲りずにサバンナやイースター島、ハワイへ旅行しに行ったためにじーさんたちの怒りを買う羽目になる。家の近くに彼のサイン（臭い付き）があるが、ゴミアイテムに分類されている。下駄占いや最強さんについての解説をしているが、出番の少なさに嘆いたりもした。
西巻担当
終盤で登場。じーさんが集めてきた漫画を面白くないという理由でボツにする。
みょみょみょ星人
前作からの登場。今でも地球侵略を諦めていない模様。なお、彼らに紛れて小林も再登場している。
マッスル竹田とステップ長谷川
じーさんに貸した1000円を返すように催促するが、どちらもじーさんにボコボコにされる。その後は2人同時に催促するも、じーさんの鉄槌を長時間受け、壊滅する。長谷川の方は一週間も何も食べていない貧乏生活を送っていた。ラストダンジョンや学校内にも登場している。
最強さん
じーさん家の近くに住む、史上最強のオジサン。ストーリーが進むにつれ、校長が2度も彼に喰われてしまう。また、彼の腹の中が8枚目の漫画を入手場所となっている。今作でも台詞は用意されていない。『絶体絶命でんぢゃらすじーさん 〜史上最強の土下座〜』でじーさんと孫が原作同様の扱いを受けたため、今作ではその回想シーンが送られている。あるパスワードを入れると通信対戦で使用可能になる。
芸術仙人
原作ではほんの僅かの登場であったが、今作では必ず彼に会わないとストーリーが進まないようになっている。海賊船への入場券を渡す代わりに校長の写真を撮るように要求し、カメラとフィルムが余ったから映したという気持ち悪い人の写真を託す（「キモい人」と表記されているが、実は曽山本人）。原作でじーさんを倒していたからか、モテモテふんどしを手に入れようと無条件に襲いかかったじーさんを2連続で返り討ちにするほどの実力をもっている。
ブサイク仙人
原作では一切台詞のなかった、ブサイクというよりメチャクチャな外見の仙人。今作では台詞付きで登場し、アイテム集めによく関わるが、そのたび孫が悲惨な目に遭ってしまう。地図をプレゼントする（ただし世界地図）。
シンジくんとトオルさん
同性愛のオッサンの2人組。森の中で道に迷った。シンジくんはオネエ口調。トオルさんはクマに食べられてしまう。
うんこ　ためぞう
昔、じーさんとワールドうんこランキングで争い、ワールドうんこランキング王者うんこマスターと呼ばれた男。必殺技は、「ジャイアント･ウンコ･バナナ・デスペラードアタック」。
コロッケ
『コロッケ!』の主人公。後述のてっきゅうくんをどけると行ける秘密の場所で×印の真ん中を掘ると登場する。あるパスワードを入れると通信対戦で使用可能になる。
ボスキャラクターは#ボスキャラクターを参照

## 施設紹介
じーさんの家
じーさんの家。体力が無くなったりすると、強制的にそこへ飛ばされる。カメラを持った状態で中にいるゲベに話すとじーさんが喰われる。また、下駄が手に入ったり、じーさんのおかしな3年前の思い出が聞けるようになる。
曽山の家
原作者・曽山の家。この近くにある巨大な大便をどかして、犬じーさんや、モグラじーさんで掘ると、曽山のサインが出てくる。中にいる青い服を着た人に話しかけると、今までに集めた漫画を見ることができる。ピンク色の服を着た人に話しかけると、今までに倒したザコ敵の数を見ることができる。また、左上にある機械に話しかけると、パスワードを入れられる。
学校
孫の通っている学校。校長室に行くと校長とゲベの争いが始まり、校長が酷い目に遭った後、じーさんがゲベにボコボコにされてしまう。じーさん家の隣にいる占い師に「学校に行くとラッキーだよ」と言われた後に中庭の中央をモグラじーさんで掘ると銅像の前に立っている校長に会える。学校の時計や黒板には突っ込みどころが満載な状態になっている。
うしうし亭
人気の牛丼屋。猫左衛門を倒してから行ける。じーさんはここで牛丼を頼もうとしたが、店員に売り切れと言われた。この施設のみ中に入れない。
GAME広場
ゲームセンター。ミニゲームで遊ぶことができる。すべてのミニゲームをクリアするとパスワードが聞ける。また、この施設ではゲームソフト（史上最大の土下座、ワガハイが一番えらいんじゃい!）が手に入る。
東京タワーゲーム
制限時間内に東京タワーから降りるゲーム。
物よけゲーム
ダイコンだけとるゲーム。他のものに当ってはいけない。
崖落としゲーム
やってきた騎士に物を当てて、崖から落とすゲーム。クリア後からしかできないゲーム。
物当てゲーム
ゲベ以外を当てる物当て。孫、10点。校長、20点。ゲベ、-10点。クリア後からしかできないゲーム。
七階建てマンデパート
最初のステージ。猫左衛門がここを占領していたが、クリアすると普通のデパートとなる。七階建てマンは関係なく、階層も4Fまでしかない。
東京タワー
東京のシンボル的建造物。ストーリーが進むと、ここにケツドッグ三兄弟が現れる。
マンホール
下水道に繋がっている。デパートで猫左衛門を倒すと、ここで猫左衛門と再戦できるようになる。
最強さんの家
ストーリーが進むと、ここから最強さんの体内に入れる。最強さんの隣にある校長のお墓から天国へ行ける。
イガイガ城
和風の城。イガイガ忍者首領がいる。
スナイパー・バルカンのアジト
ここにスナイパー・バルカンがいる。
どきどきハニワハウス
ブンド・リッチーがいる。最初に入った時は漫画を渡す交換条件としてトイレットペーパーを持ってくるように言われるため、じーさんの家に戻ってトイレを調べてから曽山の家に行く必要がある。
ぐるぐる親分のアジト
ぐるぐる親分がいる。
海賊船
ハイシャック船長がいる。ただし、ザコからヒントをもらい、芸術仙人に校長の写真を見せて、入場券を手に入れないと入れない。
天国
大天使エンジェラーと最強菌に殺された校長がいる。
ラスボスの城
ラス・ボスがいる。ただし、ラス･ボスのところの前には結界が張られているため、城のどこかにあるスイッチを押さないといけない。スイッチの前には最強菌がおり、スイッチを押すと今迄に登場したザコキャラクターが一斉に湧き出てくる。校長の像があり、それに向かって矢印付きでバカと表記されている。
てっきゅうくんをどけると行ける秘密の場所
正式名称は不明。森の中でてっきゅうくんが通せんぼしており、曽山の家であるパスワードを入れると入れる。奥にある城の中に入って、×印の真ん中を掘ると、コロッケに会える。
校長王国
前作に登場した城。じーさんの家の隣にある。校長が通せんぼをしているため、パスワードを使わないと入れない。中に入ると、突然タコ人間が襲ってくる。その奥にはヒゲの神様がいるが、特に何も起こらない。入り口から入って右に入ると大きなじーさんがいて、その中に入るとプリティーうんこエリアにいける。
鬼ヶ島
海賊船から離れたところにある。ただし、ゲベが黍団子が食べたいという理由で通せんぼをしており、きびじーさんから黍団子を手に入れる必要がある。また、中には見えない壁があり、奥の壁にいるはにわのどれかに話さないと自由に動けない。ゲベの話によると、この中に「桃太郎が唯一取れなかったお宝」があるらしい。そのお宝は、金のウンコじーさん入手に関連する。
きびじーさんの家
森にある湖の小さな島にいる老人で、黍団子作りの名人・きびじーさんが住む家。ただし、彼から黍団子をもらうには、あるイベントをクリアする必要がある。
芸術仙人の家
芸術仙人とカメラこぞうが住んでいる。

## 変身じーさん
前作に引き続いたシステム。変身じーさんの数は減ったが、1度変身を身につくようになれば、いつでもどこでも変身できるようになった。また、これらの変身じーさんの中には読者が考えた変身じーさんもいる。
変身は基本的にボスキャラクターを倒すことで身につくが、一部は条件を満たさないと身に付けない隠し変身じーさんが存在する。
じーさん
通常形態。このときはまだ、軽い物しか持てない。
キンニクじーさん
猫左衛門を倒すと変身可能になり、猫左衛門が落としていった「にんにくマッスルドリンク」を飲んだことによって、重いものを持てるようになったじーさん。ただし、移動速度は遅くなる。
箱じーさん
イガイガ忍者首領を倒すと変身可能になり、イガイガ忍者首領から教わった術で段ボールになったじーさん。移動速度が速く、川を流れているところを進むことができ、ゆっくりだが川を上ることもできる。ただし、手がないので物を持つことはできない。読者が考えた変身じーさん。
ウンコじーさん
スナイパー・バルカンを倒すと変身可能になり、スナイパー・バルカンを倒した後に思わずウンコを漏らしたことに、ウンコの姿になったじーさん。トイレがある場所でトイレを調べることで、じーさんの家までワープして帰ることができる。ただし、手はないので物を持つことはできない。
犬じーさん
ブンド･リッチーを倒すと変身可能になり、ブンド･リッチーから穴を掘る方法を教わった結果、犬になったじーさん。地面に穴を掘ることができ、地面に埋まった隠しアイテムなどを見つけることができる。ただし、移動速度は遅くなる。
ニワトリじーさん
ケツドッグ三兄弟を倒した後に骨付きチキンの居場所のヒントを教えてもらい、「草原のお花畑」でその真ん中を犬じーさんで掘ると骨付きチキンが出てきて、これを食べることによってニワトリになったじーさんに変身できる。空を少しの間、飛ぶことができる。ただし、海や川など、水の上を飛ぶと溺れてしまい、家に戻されてしまう。また、移動速度は遅くなり、飛ぶのが精一杯な理由で物を持つことはできない。
クジラじーさん
ぐるぐる親分を倒すと変身可能になり、マンガの原稿と一緒にクジラの着ぐるみも貰うことで、海を泳ぐことができるようになったクジラのじーさん。川や海を泳いで進むことができるが、海の上のナルトは通れない。手はないが物を持つことはできる。
モグラじーさん
ハイシャック船長を倒すと変身可能になり、ハイシャック船長のデカい頭を見て、より深く掘ることを閃いたことで、より深く地面を掘れるようになったモグラのじーさん。犬じーさんよりさらに深いところを掘れる。ただし、移動速度は遅くなる。
ブラックホールじーさん
大天使エンジェラーを倒すと変身可能になり、大天使エンジェラーからブラックホールの力を授かった結果、飛びながら速く移動できるようになったブラックホールのじーさん。箱じーさんより移動範囲が増え、海の上のナルトなどの歩行できないところを移動できる。ただし、手がないので物を持つことはできない。読者が考えた変身じーさん。
もろみ酢じーさん
隠し変身じーさんの1つ。ぐるぐる親分がいるエリアで、とある場所でモグラじーさんか犬じーさんで掘り起こすことで、もろみ酢が手に入って、もろみ酢を飲んで酔っ払うようになったじーさん。口から（前方に）げっぷを出して攻撃できる。酔っ払っているが、移動は通常通りに行えるため、動きが変になることはない。ただし、手にもろみ酢を持っている理由で物を持つことはできない。読者が考えた変身じーさん。
ボルメテウスじーさん
隠し変身じーさんの1つ。ブラックホールじーさんとモグラじーさんが使える状態で、とある場所でモグラじーさんで掘り起こすことで、『デュエル・マスターズ』のモンスター、ボルメテウス・ホワイト・ドラゴンを元にした衣装を手に入り、ボルメテウスの姿に変身できるようになったじーさん。おならとげっぷで前後同時攻撃ができる。ただし、装備が多い理由で物を持つことはできない。
スーパーじーさん
隠し変身じーさんの1つ。きびだんご職人の家の前にある岩をキンニクじーさんで持ち上げて取り除き、岩を取り除いた地面に犬じーさんかモグラじーさんで掘り起こすことで、スッポンエキスが手に入り、それを飲むことで「スーパーマン」を思わせる姿に変身できるようになったじーさん。キンニクじーさんよりも持てる物が増え、最大源に重い物も持てるようになる。ただし、移動速度はキンニクじーさんより遅く、変身じーさんの中で一番遅い。
ノミじーさん
隠し変身じーさんの1つ。港にいる女性を話しかけると、犬と猫がミックスした姿の犬猫が各エリアに出現するようになり、犬猫を13匹捕まえた状態で、港の倉庫にいるライオンそっくりの猫に話しかけることで、目に見えないくらい小さくなったノミに変身したじーさん。小さくて攻撃には不向きだが、移動速度は変身じーさんの中で最も速い。あまりにも小さいことで、姿が黒い点になってるようにノミじーさんの姿が見えず、じーさんがいる場所を分かるように矢印が常に表示される。ただし、小さくなったことで持つ力がなくなり、物を持つことはできない。読者が考えた変身じーさん。
金のウンコじーさん
隠し変身じーさんの1つ。条件を満たすことで鬼ヶ島のダンジョンに入れるようになり、最深部にいる別個体の金のウンコじーさんにウンコじーさんで話しかけることで、金色のウンコじーさんから金のパワーを授かって、じーさん本人も金色のウンコの姿に変身できるようになった。家に帰れるだけでなく、トイレがある場所にもワープできるようになるが、1度も使用したことのないトイレのある場所には行けない（ワープするためには1度調べる必要がある）。また、手がないので物を持つことはできない。なお、この変身じーさんのみ、変身を身に付けた同時に、金のウンコじーさん専用のエンディングが流れる。
マンホールの中にいる校長はその姿を羨ましがっており、自分も変身しようとした結果、ブサイク仙人の姿に変わり、戻れなくなってしまう。

## ボスキャラクター
HPはじーさんで持てる物で攻撃したダメージ量を1、キンニクじーさんで持てる物で攻撃したダメージ量を2、スーパーじーさん持てる物で攻撃したダメージ量を3とした場合のHPである。ボスモンスターとは何度でも戦闘することが可能。大抵のボスは手下と共に戦うため、HPが減った時は手下を倒して回復することができる。
猫左衛門　HP：10
じーさんたちの邪魔をする、デパートを占領していた猫。背中に漫画の原稿が張り付いていた。得意技は爪攻撃。じーさんに負けた後はマンホールの中で戦うことができる。デパートを占領した理由は不明だが、孫は「キャットフードが欲しかったから」と推測している。
イガイガ忍者首領　HP：15
イガイガ忍者の首領。漫画の原稿を秘伝の巻物と勘違いして持っていた。姿を消すことができるが、影があるためにどこにいるかはすぐ把握できる。
スナイパー・バルカン　HP：15
森の奥にいる、一流スナイパー。バズーカで3方向に弾を撃ってくる。普段はクールだが、じーさんに自己紹介の邪魔をされて泣きじゃくるなど、情けない一面も。攻略本および単行本5巻には彼が主役の「絶対服従ばいおれんす校長の教頭」というスペシャル漫画がある。しかし、それに登場する彼はゲーム版とは名前が同じだけの全くの別人。
ブンド･リッチー　HP：10
ハニワハウスにいる山賊。漫画の原稿を、トイレットペーパーと勘違いした。便秘気味でもある。「トイレットペーパーと引き換えに漫画を渡す」と約束しておきながら、いざじーさんと孫が曽山から強奪したトイレットペーパーを持ってきて漫画を渡すように言っても、「あまい！」と一蹴したため対立する。10円玉を大金、札束を紙切れというなど、金銭感覚がおもいきりずれている。得意技は斧を使ったダッシュ斬り。実は暴力反対派。
ケツドッグ三兄弟（謎の三姉妹）HP：10（1人）　HP：5（2人）
東京タワーを占領したオカマの盗賊の犬三兄弟。孫に惚れており、漫画の原稿と孫をかけてじーさんと対決する。彼らの攻撃を受けると「デリシャス」と口にする。三男のアイコはじーさんたちと出会った時に初めて喋ったらしく、犬の癖に語尾に「ニャ」をつける。
ぐるぐる親分　HP：15
男気あふれるコマの親分。下半身がこまになっており、背中に「ひどいや」と書かれた旗がある。
ハイシャック船長　HP：10
海賊船の船長。オカマ口調で頭がデカい。入場券を貰って海賊船に入ったはずなのにじーさんたちを侵入者とみなした。漫画の原稿をファンレターと勘違いし、持っていた。顔が大きいのを気にしているらしく、それをじーさんに突っ込まれ、大激怒する。
最強菌　HP：15
最強さんの体の中にいる菌のうち、校長を食べて大きく、賢くなったもの。戦闘中の行動がイガイガ忍者首領と共通している。倒した後は食った校長を完全に消化してしまう。
大天使エンジェラー　HP：20
天国にいる大天使。漫画の原稿を警察に届けようとしていたが、それを探しているじーさんたちには渡そうとしなかったために対立する。だが、じーさんの策略により、かき氷一気食いをさせられ、頭を痛めたところを狙って漫画を奪い返される。戦闘ではブンド･リッチーのように突進して攻撃する。
ラス・ボス　HP：30
このゲームのラスボス。ドラゴンのような姿をしており、じーさんたちが9枚目の原稿を手に入れた後、曽山が持っていた10枚目の原稿を奪った。火を噴いて攻撃する。2回目以降戦うときはラスボスを止めようかと発言するようになる。